# Het kanonschot
Het kanonschot is een schilderij van de Nederlandse kunstschilder Willem van de Velde de Jonge, geschilderd rond 1680, olieverf op doek, 78,5 x 67 centimeter groot. Het toont een Hollands oorlogsschip dat een saluutschot afvuurt. Het werk bevindt zich in de collectie van het Rijksmuseum te Amsterdam. In dezelfde periode schilderde Van de Velde een pendant van het werk van een Engels schip in een storm op zee, getiteld De windstoot, eveneens in het bezit van het Rijksmuseum.

## Context
In 1636 kwam Van de Velde de Jonge met zijn vader de Oude naar Amsterdam. Ze groeiden uit tot gerenommeerde marineschilders en in 1672 verhuisden ze beiden op uitnodiging van Karel II van Engeland naar Engeland, waar ze in dienst traden als hofschilder. In Engeland ontstonden rond 1680 ook Het kanonschot en haar pendant De windstoot. Beide werken zijn altijd bij elkaar gebleven en hebben ook altijd nog eenzelfde lijst. In de achttiende eeuw bevonden ze zich lange tijd in de collectie van Sir Philip Stephens, 1st Baronet (1725-1809).
Het kanonschot werd in 1834 tijdens een veiling afzonderlijk verworven door de Amsterdamse bankier en kunstverzamelaar Adriaan van der Hoop, die meende dat het een afbeelding betrof van Michiel de Ruyters "De Zeven Provinciën. Waarschijnlijk echter heeft Van de Velde niet De Zeven Provinciën geschilderd, maar een onbepaald Nederlands schip van een vergelijkbaar type.
Van der Hoop leende het schilderij in 1845 uit aan de Tentoonstelling door Oud Meesters. Kunstcriticus Alexander Oltmans gaf het in een recensie van deze tentoonstelling de titel "Le coup de canon" en schreef: "Dit fraai getekende zeekasteel, dat, saluerend, zo statig op de kalme zee drijft, maakt een grootse indruk; de kleur van water is zeer doorschijnend en de rook uitmuntend weergegeven. Daarbij heeft dit schilderij een grote eenvoudigheid van kleur".
Bij zijn dood in 1854 liet Van der Hoop Het kanonschot na aan de stad Amsterdam, samen met 250 andere schilderijen. Aanvankelijk werd de collectie ondergebracht in het Museum Van der Hoop in de Oudemanhuispoort. In 1885 werden de werken overgebracht naar het toen net nieuwe Rijksmuseum, waar ze zich sindsdien bevinden.

## Afbeelding
Het kanonschot toont een Hollands oorlogsschip, een driemaster, op het kalme, stille water. De zeilen hangen slap. Het schip maakt zich gereed voor vertrek en lost een saluutschot af. Aan weerszijden dobberen twee sloepen, in de verte ligt nog een ander Nederlands fregat, met gestreken zeilen, kennelijk deel uitmakend van dezelfde vloot.

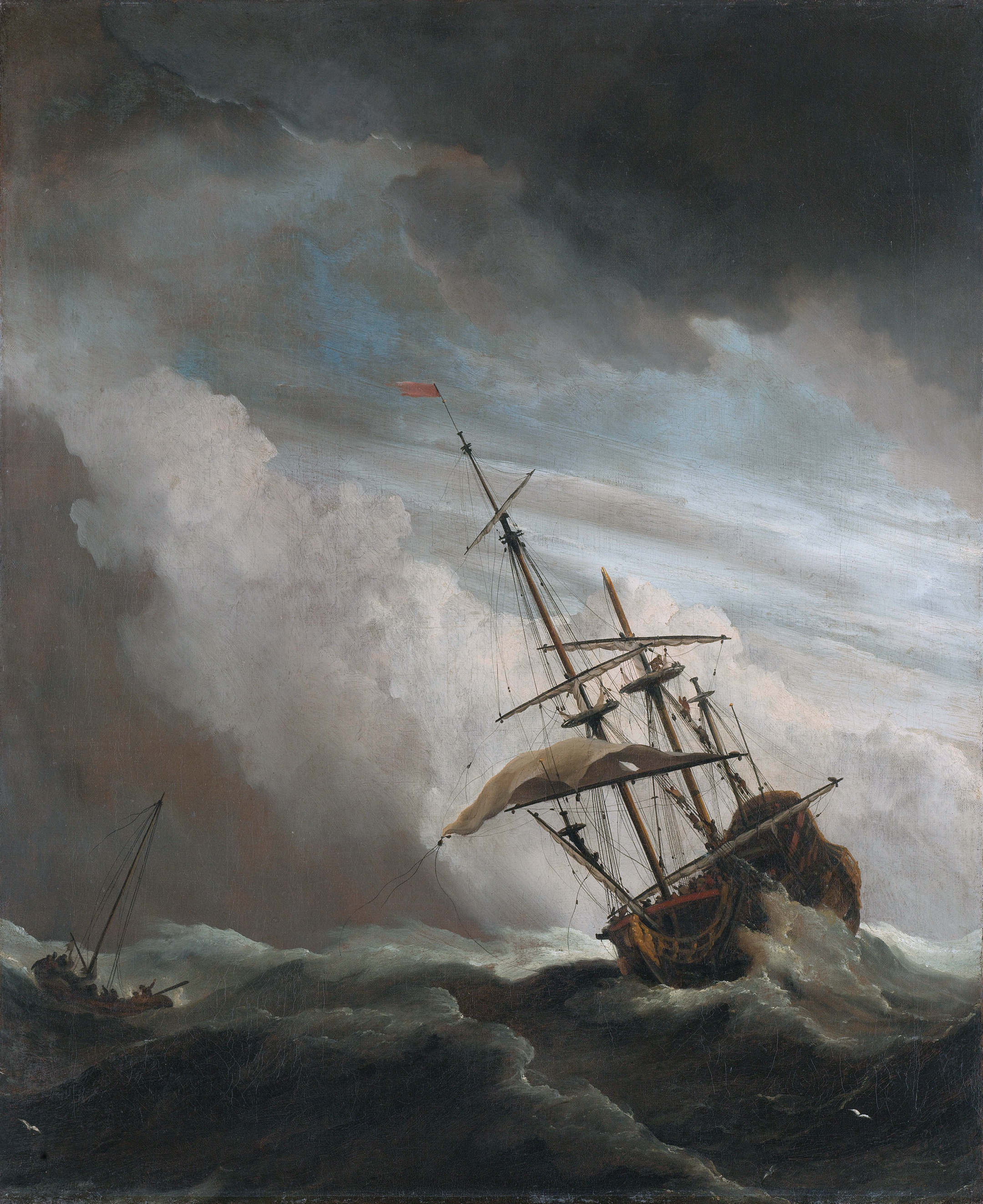
De windstoot, pendant, ca. 1880, 77 x 63,5 cm., Rijksmuseum.

Het akoestisch effect van het kanonschot wordt door Van de Velde zichtbaar gemaakt door een grote rookwolk. De Franse schrijver Paul Claudel schreef hierover: "Het is alsof bij dit signaal, deze plotselinge klankuitbarsting in een wolk van rook, de natuur zelf even stil staat: vuur! Het is alsof de zee aandachtig luistert, net als de toeschouwer. Dit is een van die schilderijen die je bijna beter kunt horen dan zien".
De kalme atmosfeer van Het kanonschot staat in contrast met het als haar pendant bedoelde schilderij De windstoot, waarop een Engels oorlogsschip, gehavend door de storm, stuurloos ronddobbert over de woeste zee. De rustige, zelfverzekerde uitstraling van het eerste werk afzettend tegen de dreiging in het tweede, wordt soms wel geacht symbolische waarde te hebben, zonder dat hier verder directe aanwijzingen voor bestaan. Wel is van Van de Velde bekend dat hij ook in zijn Engelse tijd altijd in hart en nieren "Hollander" bleef.

## Stijl
Het kanonschot is uiterst zorgvuldige geschilderd, in een realistische stijl. Onduidelijk is of Van de Velde de Hollandse schepen op dit werk heeft geschilderd vanuit eerdere studies of dat hij er wellicht speciaal voor is terug gereisd. Gesuggereerd is zelfs dat hij het schilderij mogelijk reeds voor zijn vertrek naar Engeland heeft gemaakt. Hoe dan ook, van Van de Velde stond erom bekend dat hij zijn objecten altijd door en door kende en dat gold ook voor de schepen op Het kanonschot. Dat moest ook wel, aangezien hij nauwelijks een koper zou hebben gevonden als de details van zijn schepen niet tot in de puntjes kloppend waren geweest. Tegenwoordig wordt Van de Velde echter vooral ook geroemd om zijn compositorische vaardigheden. Hij rangschikte de vaartuigen in zijn werk altijd zorgvuldig en afgewogen, als maakte hij een stilleven. In Het kanonschot zien we dat terug in de rookpluim, die zich evenwichtig verspreid achter het voorste schip, zonder het tweede schip te verhullen. Het straalt rust en vertrouwen uit. Met betrekking tot de pendant De windstoot kan gewezen worden op de zich opentrekkende lucht in de verte, die evenwel nog geen redding kan bieden.
De latere werken van Van de Velde boetten aanzienlijk aan kwaliteit in, omdat hij steeds vaker assistenten in ging zetten. Het kanonschot, alsook De windstoot, zijn echter volledig van zijn hand en worden beschouwd als topstukken in zijn oeuvre.